# Eugoa heylaertsi
Eugoa heylaertsi là một loài bướm đêm thuộc phân họ Arctiinae, họ Erebidae.